# Уколова Ганна Вікторівна
Ганна Вікторівна Уколова (нар.. 15 лютого 1978, Сборно-Симоновський, Куйбишевська область, Російська РФСР) — російська актриса театру і кіно.

## Біографія
Народилася 15 лютого 1978 в селищі Сборно-Симоновський Сизранського району Куйбишевської області.
Закінчила Сборно-Симоновську середню школу, а потім I курс Самарського інституту культури і мистецтв. Вступила до Російської академії театрального мистецтва — ГіТіС, яку закінчила у 2000 році з червоним дипломом.
Працювала в Театрі Місяця Сергія Проханова. Недовго пропрацювавши в театрі, вирішила піти. У цей момент її запросили зніматися в серіал «Закон» режисера Олександра Велединського і на проби в серіал «Каменська», який знімав режисер Юрій Морозов. Відтоді вона багато знімається в кіно.

## Родина
- Чоловік — Сергій Пугачов, бізнесмен[2]
  - Син — Макар (нар. 19 травня 2011 року)

## Нагороди та номінації
- 2006 — Міжнародний кінофестиваль у Чикаго — премія Silver Hugo — за найкращу жіночу роль (фільм «Точка», режисер Юрій Мороз), спільно з Вікторією Ісаковою і Дарією Мороз.
- 2015 — номінація на премію «Ніка» за найкращу жіночу роль другого плану (фільм «Левіафан»)[3].

## Театр
Під час навчання в РАТІ грала у виставах:
- «Дачники» Максима Горького,
- «Ліс» Олександра Островського

У театрі Місяця грала у виставі «Чарлі Ча» С. Проханова.
В Театрі Націй бере участь у виставах:
- «Figaro. Події одного дня» реж. Кирило Серебренніков (роль — Фаншетта)
- «Кілер джо» реж. Явор Гирдєв (роль — Шарла)
- «Одруження» реж. Філіп Григорьян (роль — Агафія Тихонівна)

Крім того, Ганна Уколова співпрацювала з театром «LimeLight Theatre» («Ведмідь» Антона Чехова) і з Центром драматургії та режисури під керівництвом А. Казанцева і Михайла Рощина («Не про говорене» М. Покрасс і «Галко Моталко» Н. Ворожбит).

## Фільмографія
1. 2002 — Все, що ти любиш —  Оленка, баскетболістка
2. 2002 — Закон —  Люба Орлова
3. 2002 — Каменська-2 —  Ганна Лазарєва
4. 2002 — Марш Турецького (3 сезон) —  «Масяня»
5. 2002 — Порода
6. 2003 — Вокзал (Білорусь, Росія) —  Ляля
7. 2003 — Найкраще місто Землі —  Мілка
8. 2003 — Моя рідня —  Дездемона
9. 2003 — Прощання в червні —  староста
10. 2004 — Бальзаківський вік, або Всі чоловіки сво... (епізод в 9-ї серії 1-го сезону)
11. 2004 — Жінки в грі без правил (Білорусь, Росія) —  Варя
12. 2004 — Команда (Білорусь, Росія)
13. 2004 — Червона капела / Sarkanā Kapela (Латвія, Росія) —  Март
14. 2004 — Тато —  Аріша
15. 2004 — Тільки —  медсестра в «Сабурці»
16. 2004 — Чотири таксисти і собака —  Зіна, прітравщіца
17. 2005 — Діти Ванюхіна —  Анна, секретарка
18. 2005 — Підкидний —  Зіна
19. 2005 — Таксистка — 2 —  Анжела
20. 2005 — Херувим —  Оксана
21. 2006 — Велика любов —  Наталя, міліціонер
22. 2006 — Ваша честь —  Інга Ухова, секретарка суду
23. 2006 — Дев'ять життів Нестора Махна —  Маруся Никифорова
24. 2006 — Живий —  Сьоміна
25. 2006 — Полювання на піранью —  Ніна, дружина поромника
26. 2006 — Парк радянського періоду —  бібліотекарка
27. 2006 — Крапка —  Аня
28. 2007 — Мимра —  Катя
29. 2007 — Супермаркет
30. 2007 — Жарт —  Варвара
31. 2007 — Ярик
32. 2008 — Весілля —  Ліда, наречена Гліба
33. 2008 — Зачароване кохання —  Надя
34. 2008 — Якщо нам доля —  Валя, дружина Сьоміна
35. 2008 — Розлучниця (Росія, Україна) —  Галина
36. 2009 — Брати Карамазови —  дівка в Мокрому
37. 2009 — Детективне агентство «Іван та Марія» —  Соня
38. 2009 — Легенди чаклунський любові (Росія, Україна) —  Надя
39. 2009 — Малахольная —  Ксюша, подруга Наді
40. 2009 — Міннесота —  коханка Михайла
41. 2009 — Непридуманное вбивство —  Нінон, подруга Наташі
42. 2009 — Наказано знищити! Операція: «Китайська шкатулка» —  Доріна
43. 2009 — Ваша честь-2 —  Інга Ухова, секретарка суду
44. 2009 — Черчілль —  Маша Козакова
45. 2009 — Диво —  Галя
46. 2010 — Олександра —  Аня, колега і подруга Саші
47. 2010 — Анжеліка —  Уляна, дочка Матвія
48. 2010 — Багата Маша —  Катя, подруга Лізи
49. 2010 — Коли зацвіте багно —  Настя, подруга Ганни
50. 2010 — Край —  Матильда
51. 2010 — На гачку! —  Маша Прошкіна, подруга і колега Ріти
52. 2010 — Остання зустріч —  Людмила Цаплюк
53. 2010 — Охоронець-3 —  Ліля Клепікова
54. 2010 — Тихий омут —  Юля
55. 2010 — Я тебе нікому не віддам (Росія, Україна) —  Галя, торговка на ринку, подруга Рити
56. 2011 — Горобчик —  Аліна, сусідка
57. 2011 — Фурцева —  Рая Антонова, льотчиця-курсантка
58. 2011 — Чорні вовки —  Клеопатра (Кльопа), співачка в пивний
59. 2012 — Жити —  мати Артема
60. 2012 — Справжня любов —  Марго, подруга Олени
61. 2012 — Четвер, 12-те
62. 2012 — Петрович —  Галина Петрівна Рогова
63. 2013 — Географ глобус пропив —  Гілка
64. 2013 — Ідеальний шлюб —  Тетяна
65. 2013 — Крик сови —  Людмила Вараксіна, перукарка
66. 2013 — Сімейні обставини —  Надя
67. 2013 — Обіймаючи небо —  Віра Леонтіївна, дружина Хворостова
68. 2014 — Інквізитор —  Клавдія Махіна, диспетчерка
69. 2014 — Форт Росс: У пошуках пригод —  співробітниця служби корекції часу
70. 2014 — Левіафан —  Анжела Іванівна Поліванова, подруга сім'ї Сергєєвих, дружина Павла, мати Віті
71. 2014 — Перекладач —  Тамара, сусідка Старикова
72. 2014 — Московська хорт —  Дар'я Михайлівна, вчителька літератури
73. 2014 — Ідеальна пара —  Зоя, спортсменка з чоловічим характером
74. 2015 — Мама за контрактом
75. 2015 — Скліфосовський —  Лада, медсестра
76. 2015 — Зворотній бік Місяця 2 —  Віра Бірюкова
77. 2015 — Чужа мила —  Ольга
78. 2015 — А у нас у дворі ... —  Олеся
79. 2015 — Клинч —  активістка
80. 2016 — Бородач —  Іришка Скоробейнікова
81. 2016 — Правила аквастопу
82. 2016 — У Кейптаунському порту
83. 2016 — Петербург. Тільки по любові — (новела «Просто концерт»)
84. 2017 — Іванови-Іванови —  Лідія Іванова
85. 2018 — Домашній арешт —  Ніна Олександрівна Самсонова, дружина Івана
86. 2017 — А у нас у дворі... —  Олеся, провідник поїзда, співмешканка колишнього слідчого з особливо важливих справ Володимира Сергійовича Кальоного
87. 2017 — Мама Лора —  Ніна Василівна Звонкова
88. 2017 — Везучий випадок! —  Оксана, лікар-травматолог
89. 2018 — Домашній арешт —  Ніна Олександрівна Самсонова, медсестра, дружина Івана, мати Славика та Юлі
90. 2018 — Волоський горіх —  Таня
91. 2019 — Важкі підлітки —  Галина Михайлівна, домробітниця в будинку колишнього капітана футбольного клубу «Старт» Антона Ковальова
92. 2019 — Куди тече море (новела № 3 «Кактус») —
93. 2019 — Входячи в будинок, озирнися —  Зоя
94. 2019 — Тварина —  Тетяна Макарова, сусідка Бєлових
95. 2019 — Покорми кота, або як я полюбив і перестав боятися Дональда Трампа (короткометражний фільм) —
96. 2019 — А у нас у дворі … 2 —  Олеся, провідник поїзда, співмешканка колишнього слідчого з особливо важливих справ Володимира Сергійовича розжареної
97. 2019 — Портрет мами —
98. 2020 — Коріння —
99. 2020 — Курча смажений —
100. 2020 — бумеранг —  Катя
101. 2020 — Стрельцов —  прибиральниця РАГСу
102. 2020 — Родова сутичка —
103. 2020 — Врятуйте Колю —
104. 2020 — Зоя —  Горпина Смирнова
105. 2021 — Білий сніг —  мама Олени
106. 2021 — Рідні —  Савостіна